# Lichtstadt Feldkirch
Lichtstadt Feldkirch is een biënnale voor de lichtkunst in Feldkirch in Vorarlberg (Oostenrijk). Het werd voor het eerst gehouden in 2018.

## Het festival

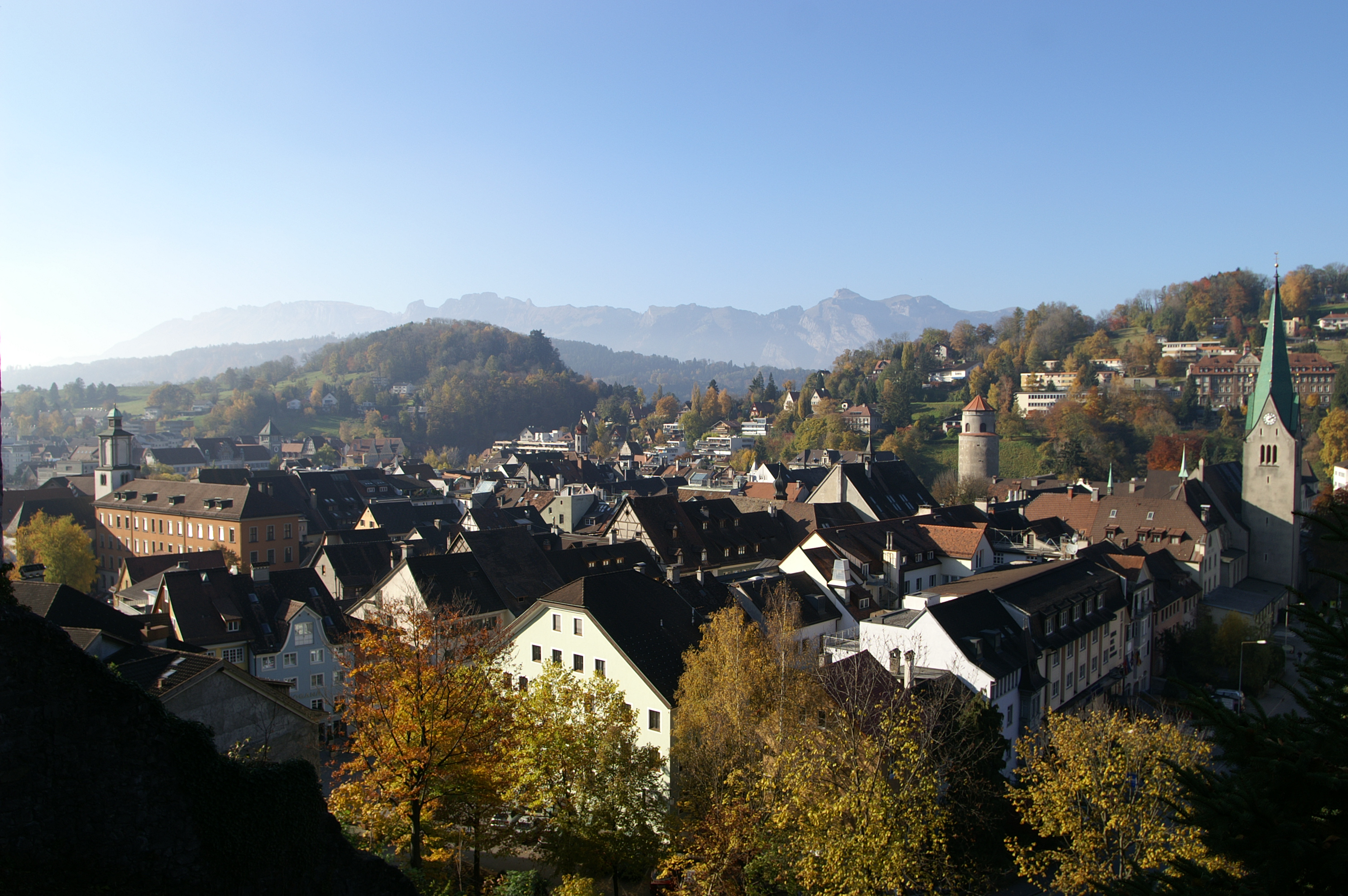
Het oude stadscentrum van Feldkirch is de locatie van het lichtkunstfestival "Lichtstadt Feldkirch"

Lichtstadt Feldkirch is een vierdaagse tweejaarlijkse lichtshow in de historische binnenstad van Feldkirch. 's Avonds worden op tien verschillende locaties lichtinstallaties gepresenteerd. Veel van de projecten zijn gemaakt voor de betreffende locatie. De installaties zijn vrij en volledig toegankelijk.
"Als scène voor lichtkunst biedt de stedelijke ruimte tal van onontgonnen mogelijkheden om ons heden te ervaren door middel van architectuur, licht en technologie, kijkgewoonten te doorbreken of het verleden te verlichten. [...] Artistieke ontwikkeling kan mogelijk worden gemaakt en dus anders thematisch of technisch vernieuwende speerpunten kunnen worden gesteld."

– Vereniging van Lichtstadt
Asynchroon met de hoofdevenementen vinden sinds 2020 de kleinere "Spotlight"-evenementen plaats, die elk gericht zijn op een artiest of een groep artiesten.
Het festival en de serie "Spotlight" worden georganiseerd door de Oostenrijkse vzw "Lichtstadt", die in 2017 werd opgericht.

## Edities

### 2023
De volgende editie vindt plaats van 4 t/m 7 oktober 2023.

### 2021
De 2020-editie van het festival werd vanwege COVID-19 uitgesteld tot 2021.
De editie 2021 vond plaats van 6 t/m 9 oktober 2021. De internationale kunstenaars en kunstenaarscollectieven OchoReSotto, Peter Kogler, Brigitte Kowanz, David Reumüller, NEON GOLDEN, artificialOwl en DUNDU realiseerden in de tweede editie mappings, installaties, projecties en interactieve werken.

### 2018
De eerste editie in 2018 vond plaats om het 800-jarig jubileumjaar van de stad Feldkirch te vieren. Het festival vond plaats van 3 tot 6 oktober 2018. Tien projecten van internationale kunstenaars, bijv. Ólafur Elíasson, veranderden de oude stad 's nachts in een groot openluchtmuseum. Installaties, sculpturen, projecties op gevels en vloer evenals laserprojecties, mappings en lichtobjecten maakten deel uit van het lichtkunstfestival. In totaal trekte het ongeveer 30.000 bezoekers.